# Puy d'Orset
Le puy d'Orset est un sommet des monts du Cantal dans le Massif central.

## Toponymie
Bois del Ourset, bois d'Oursset (1717).
Selon le dictionnaire topographique du département du Cantal d'Émile Amé de 1897, le sommet est désigné comme une montagne à vacherie et à taillis.

## Géographie

### Situation
Le puy est situé à l'ouest de la roche Taillade, sur la commune du Fau.

### Géologie
Le sous-sol du puy d'Orset est constitué de trachyandésite.

## Protection environnementale
Le sommet est inclus dans le site Natura 2000 « Massif cantalien », dans la ZNIEFF de type 2 « Monts du Cantal », ainsi que dans la ZNIEFF de type 1 « Puy Mary ».